# Atos
Atos (Atos S. E., раніше — Atos Origin) — французька корпорація, що спеціалізується на системній інтеграції, ІТ-консалтингу, аутсорсингу бізнес-процесів, хмарних обчисленнях, рішеннях в сфері безпеки і управління великими даними, та виробництві серверів. Компанія Atos працює в усьому світі під брендами Atos, Atos | Syntel і Unify.

## Історія
Atos утворена в 1997 році в результаті злиття двох французьких консалтингових компаній Axime і Sligos, у 2000 року назву змінено на Atos Origin внаслідок злиття з голландською компанією Origin B.V.. Основний розвиток отримала за рахунок злиттів і поглинань, починаючи з 2014 року. Серед придбань — французький виробник апаратного забезпечення Bull, SchlumbergerSema, ІТ-консалтингові підрозділи Siemens (Unify) і KPMG, ІТ-аутсорсингове підрозділ Xerox.
У 2010 році Atos Origin оголосила про викуп компанії англ. Atos Information Technology Incorporated І завершила операцію в липні 2011 року. Згодом компанія повернулася до колишньої назви Atos.

### Передісторія: серія злиттів (1997—2011)

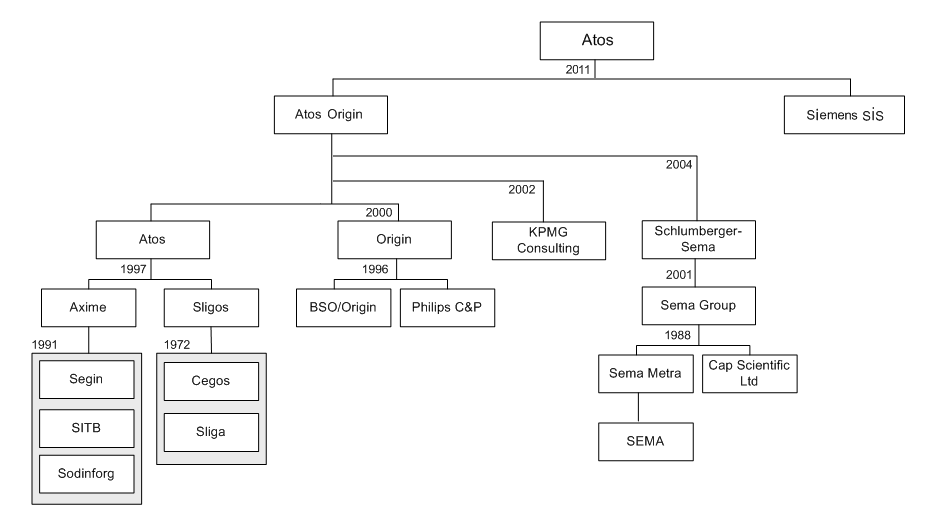
Схема злиттів і поглинань Atos.

Origin B.V. була створена в 1996 році після злиття голландської компанії BSO і підрозділа Philips Communications & Processing (C&P). У 1997 році була створена компанія Atos після злиття французьких компаній Axime і Sligos. У 2002 році Atos Origin уклала велику угоду, купивши KPMG Consulting у Великій Британії та Нідерландах. Потім в 2004 році компанія придбала компанію SchlumbergerSema, підрозділ ІТ-послуг Schlumberger і зайняла підрозділ інфраструктури ITELLIUM, дочірнього підприємства KarstadtQuelle.

У той же час в 2004 році компанія створила нове дочірнє підприємство Atos Worldline і перейменувала свою консалтингову діяльність у Atos Consulting. Також в 2004 році компанія Atos Origin Australia, яка належала Philips, була продана Fujitsu. У 2005 році Atos Origin продала свої активи в Скандинавії, які стали частиною компанії з придбанням Sema Group, компанії WM-data. У 2006 році Atos Origin продала свої розробки на Близькому Сході місцевому менеджменту.
У жовтні 2007 року Філіп Гермонд замінив Бернарда Бурігода на посаді головного виконавчого директора. Два акціонера, хедж-фонди Centaurus Capital і Pardus Capital, спробували отримати контроль над компанією через опікунську раду. У листопаді 2008 року Тьєррі Бретон замінив Філіпа Жермона на посаді голови і головного виконавчого директора.
У серпні 2010 року Atos Origin придбала індійську платіжну компанію Venture Infotek.

### Придбання Siemens IT
У грудні 2010 року Atos Origin домовилася про придбання консалтингового підрозділу німецького концерну Siemens за 850 млн €. Після завершення угоди, в липні 2011 року, компанія відмовилася від суфікса «Origin» у своїй назві.
У листопаді 2011 року Atos і постачальник програмних послуг Ufida International Holdings створили спільне підприємство Yunano. Обидві компанії інвестували по € 5,7 млн. Atos зарезервувала 70 % акцій, а UFIDA — 30 %. Спільне підприємство компанії отримало штаб-квартиру в Безоні, передмісті Парижа. У 2012 році Atos оголосила про створення нового бренду під назвою Canopy. У 2011 році Atos представила ініціативу Zero Email, суть якої полягала у заборону використання електронної пошти як форми внутрішнього зв'язку, за винятком спілкуванні з клієнтами та обговорення проектів. В рамках власної ініціативи Atos придбала французьку комп'ютерну компанію blueKiwi на початку 2012 року, випустивши програмне забезпечення соціальної мережі ZEN через свою організацію.

### Придбання Bull
У серпні 2014 року компанія Atos оголосила, що придбала контрольний пакет акцій Bull SA через тендерну пропозицію, анонсовану в травні. У жовтні 2014 року Atos оголосила про свої наміри викупити або витіснити частку, що залишилася у власників облігацій Bull.

### Придбання Xerox ITO
19 грудня 2014 року Atos оголосила про придбання бізнесу ІТ-аутсорсингу корпорації Xerox за $ 1,05 млрд, потроївши розміри північноамериканського бізнесу. Угода завершилася 30 червня 2015 року.

### Придбання Unify
3 листопада 2015 року компанія Atos оголосила про намір придбати виробника корпоративних телекомунікаційних систем Unify за 590 млн €.
На початку 2016 року компанія Unify увійшла до складу групи компаній Atos.

### Партнерство з Google Cloud
У квітні 2018 року ATOS оголошує глобальне партнерство з Google Cloud, щоб допомогти забезпечити безпечні системи штучного інтелекту. У рамках цього партнерства, дві компанії створюють спільні пропозиції та відкриті «лабораторії», присвячені штучному інтелекту в Лондоні, Далласі, Мюнхені та Парижі.

### Придбання Syntel
У жовтні 2018 року компанія Atos пидбає Syntel за $3,4 млрд. Syntel з активами у банківській сфері, фінансових послугах, охорони здоров'я, роздрібної торгівлі та страхування, починає працювати під брендом Atos | Syntel.

### Придбання Maven Wave
У 2019 Atos і Maven Wave, що спеціалізуються на консалтингу в області хмарних рішень і мобільних додатків, оголосили про злиття. ATOS завершує придбання Maven Wave у 2020.

### Визнання
У вересні 2017 року компанія Atos визнана компанією Everest Group як Світового лідера по обслуговуванню на робочих місцях.
У 2019 Atos визнана лідером Магічного квадранта Gartner в сфері надання послуг підтримки цифрового робочого місця в Європі.
У 2020 році Atos названа лідером в сфері послуг цифрового виробництва за версією незалежного аналітичного агентства NelsonHall.

## Сервіси і діяльність

### Глобальні сервіси
Діяльність компанії Atos здійснюється в чотирьох департаментах:
- Департамент інфраструктури та ІТ-сервісів: управління центрами обробки даних, службами підтримки та уніфікованими комунікаціями;
- Департамент бізнес-додатків і платформ: консалтинг і системна інтеграція;
- Департамент великих даних і безпеки: виробництво суперкомп'ютерів, серверів і кібербезпека;
- Worldline: електронна комерція оплата послуг і додаток для POS терміналів.

### Діяльність
Будучи продавцем цілісної цифрової трансформації, Atos спирається на чотири стовпи в своїй програмі Digital Transformation Factory:

#### Cloud
- Cloud: впровадження і управління приватними та гібридними хмарами.

#### Digital Workplace
- Digital Workplace: підтримка цифрового кінцевого користувача і послуги уніфікованих комунікацій і продукти, отримані в результаті придбання Unify.

#### SAP HANA
- SAP HANA: впровадження і управління інтегрованим програмним забезпеченням для планування ресурсів платформи SAP HANA.

#### Big Data Analytics
- Atos Codex: комплексний набір аналітики, що включає бізнес-аналітику і інтелектуальні аналітичні рішення.

## Спонсорство

### Олімпійські і Паралімпійські ігри
Компанія Atos є всесвітнім ІТ-партнером Олімпійських і Паралімпійських ігор з 2001 року, і як очікується, продовжуватиметься до не менше 2024 року. Atos, завдяки придбанню компанії SchlumbergerSema, брав участь в Іграх, починаючи з Олімпійських ігор в Барселоні в 1992 році. Atos є одним з 11 основних спонсорів Олімпійських ігор з 2001 року.
У 2011 році деякі британські групи по інвалідності закликали до бойкоту Літніх Паралімпійських ігор 2012 року через спонсорство компанії Atos і британського контракту з Atos Healthcare з приводу проведення оцінки працездатності від імені Міністерства праці та пенсій Великої Британії. Протягом першого тижня Літніх Паралімпійських ігор 2012 року активісти та інваліди виступили проти компанії Atos в серії загальнонаціональних протестів. Конфлікт завершився в п'ятницю 31 серпня демонстрацією за межами штаб-квартири Atos в Лондоні, яка закінчилася конфронтацією з поліцією.
В рамках програми «Олімпійський партнер» Міжнародного олімпійського комітету Atos спонсорував спортсменів з усього світу, щоб підтримати їх олімпійські амбіції, в тому числі і атлета Денні Крейтс, чемпіона Паралімпійських ігор 2004 року в забігу на 800 метрів.

### Ігри Співдружності 2014
Atos був призначений офіційним спонсором Ігор Співдружності 2014 року в Глазго. 26 червня 2013 року «Glasgow Against Atos» зайняли одне з місць проведення Ігор Співдружності в знак протесту проти спонсорства Atos.

### Ігри Південно-Східної Азії 2015
Atos був офіційним спонсором Ігор Південно-Східної Азії 2015 року в Сінгапурі.

### Чемпіонат Європи з легкої атлетики 2018 року
У лютому 2017 року Atos був призначений першим офіційним спонсором чемпіонату Європи з легкої атлетики 2018 року в Глазго.